# The Commanding Officer
Pour plus de détails, voir Fiche technique et Distribution.
The Commanding Officer est un film muet américain réalisé par Allan Dwan et sorti en 1915.

## Fiche technique
- Titre : The Commanding Officer
- Réalisation : Allan Dwan
- Scénario : d'après la pièce de Theodore Burt
- Genre : Film dramatique
- Production : Famous Players Film Company
- Distribution : Paramount Pictures
- Date de sortie :
  - États-Unis : 25 mars 1915

## Distribution
- Alice Dovey : Floyd Bingham
- Donald Crisp : Colonel Archer
- Marshall Neilan : Capitaine Waring
- Douglas Gerrard : Brent Lindsay
- Ethel Phillips : la reine
- Russell Bassett : Colonel Bingham
- Bob Emmons : le shérif
- Jack Pickford : l'ordonnance du colonel
- Francis Carpenter : le garçon
- Olive Johnson : la fille